# Списък на националните знамена
Списък на националните знамена – съдържа знамена на международно признатите суверенни държави и на де факто съществуващи, международно непризнати държави.
За знамена на други територии вижте Списък на знамената на зависимите територии.

## А
- Знаме на Абхазия
- Знаме на Австралия
- Знаме на Австрия
- Знаме на Азербайджан
- Знаме на Албания
- Знаме на Алжир
- Знаме на Ангола
- Знаме на Андора
- Знаме на Антигуа и Барбуда
- Знаме на Аржентина
- Знаме на Армения
- Знаме на Афганистан

## Б
- Знаме на Бангладеш
- Знаме на Барбадос
- Знаме на Бахамски острови
- Знаме на Бахрейн
- Знаме на Беларус
- Знаме на Белгия
- Знаме на Белиз
- Знаме на Бенин
- Знаме на Боливия
- Знаме на Босна и Херцеговина
- Знаме на Ботсуана
- Знаме на Бразилия
- Знаме на Бруней
- Знаме на Буркина Фасо
- Знаме на Бурунди
- Знаме на Бутан
- Знаме на България

## В
- Знаме на Вануату
- Знаме на Ватикана
- Знаме на Венесуела
- Знаме на Виетнам

## Г
- Знаме на Габон
- Знаме на Гамбия
- Знаме на Гана
- Знаме на Гватемала
- Знаме на Гвиана
- Знаме на Гвинея
- Знаме на Гвинея-Бисау
- Знаме на Германия
- Знаме на Гренада
- Знаме на Грузия
- Знаме на Гърция

## Д
- Знаме на Дания
- Знаме на Джибути
- Знаме на Доминика
- Знаме на Доминиканска република

## Е
- Знаме на Египет
- Знаме на Еквадор
- Знаме на Екваториална Гвинея
- Знаме на Еритрея
- Знаме на Есватини
- Знаме на Естония
- Знаме на Етиопия

## З
- Знаме на Замбия
- Знаме на Западна Сахара
- Знаме на Зимбабве

## И
- Знаме на Израел
- Знаме на Източен Тимор
- Знаме на Индия
- Знаме на Индонезия
- Знаме на Ирак
- Знаме на Иран
- Знаме на Република Ирландия
- Знаме на Исландия
- Знаме на Испания
- Знаме на Италия

## Й
- Знаме на Йемен
- Знаме на Йордания

## К
- Знаме на Кабо Верде
- Знаме на Казахстан
- Знаме на Камбоджа
- Знаме на Камерун
- Знаме на Канада
- Знаме на Катар
- Знаме на Кения
- Знаме на Кипър
- Знаме на Киргизстан
- Знаме на Кирибати
- Знаме на Китайската народна република
- Знаме на Колумбия
- Знаме на Коморските острови
- Знаме на Република Конго
- Знаме на Демократична република Конго
- Знаме на Косово
- Знаме на Коста Рика
- Знаме на Кот д'Ивоар
- Знаме на Куба
- Знаме на Кувейт
- Знаме на острови Кук

## Л
- Знаме на Лаос
- Знаме на Латвия
- Знаме на Лесото
- Знаме на Ливан
- Знаме на Либерия
- Знаме на Либия
- Знаме на Литва
- Знаме на Лихтенщайн
- Знаме на Люксембург

## М
- Знаме на Мавритания
- Знаме на Мавриций
- Знаме на Мадагаскар
- Знаме на Малави
- Знаме на Малайзия
- Знаме на Малдивите
- Знаме на Мали
- Знаме на Малта
- Знаме на Малтийския орден
- Знаме на Мароко
- Знаме на Маршаловите острови
- Знаме на Мексико
- Знаме на Мианмар
- Знаме на Микронезия
- Знаме на Мозамбик
- Знаме на Молдова
- Знаме на Монако
- Знаме на Монголия

## Н
- Знаме на Намибия
- Знаме на Науру
- Знаме на Непал
- Знаме на Нигер
- Знаме на Нигерия
- Знаме на Нидерландия
- Знаме на Никарагуа
- Знаме на Нова Зеландия
- Знаме на Норвегия
- Знаме на Ниуе

## О
- Знаме на Обединените арабски емирства
- Знаме на Обединеното кралство
- Знаме на Оман

## П
- Знаме на Пакистан
- Знаме на Палау
- Знаме на Палестина
- Знаме на Панама
- Знаме на Папуа Нова Гвинея
- Знаме на Парагвай
- Знаме на Перу
- Знаме на Полша
- Знаме на Португалия
- Знаме на Приднестровието

## Р
- Знаме на Република Южна Африка
- Знаме на Руанда
- Знаме на Румъния
- Знаме на Русия

## С
- Знаме на Салвадор
- Знаме на Самоа
- Знаме на Сан Марино
- Знаме на Сао Томе и Принсипи
- Знаме на Саудитска Арабия
- Знаме на Северна Корея
- Знаме на Северна Македония
- Знаме на Севернокипърската турска република
- Знаме на Сейнт Винсент и Гренадини
- Знаме на Сейнт Китс и Невис
- Знаме на Сейнт Лусия
- Знаме на Сейшелските острови
- Знаме на Сенегал
- Знаме на Сиера Леоне
- Знаме на Сийланд
- Знаме на Сингапур
- Знаме на Сирия
- Знаме на Словакия
- Знаме на Словения
- Знаме на Соломоновите острови
- Знаме на Сомалиленд
- Знаме на Сомалия
- Знаме на Судан
- Знаме на Суринам
- Знаме на Съединените американски щати
- Знаме на Сърбия

## Т
- Знаме на Таджикистан
- Знаме на Тайван
- Знаме на Тайланд
- Знаме на Танзания
- Знаме на Того
- Знаме на Тонга
- Знаме на Тринидад и Тобаго
- Знаме на Тувалу
- Знаме на Тунис
- Знаме на Туркменистан
- Знаме на Турция

## У
- Знаме на Уганда
- Знаме на Узбекистан
- Знаме на Украйна
- Знаме на Унгария
- Знаме на Уругвай

## Ф
- Знаме на Фиджи
- Знаме на Филипини
- Знаме на Финландия
- Знаме на Франция

## Х
- Знаме на Хаити
- Знаме на Хърватия

## Ц
- Знаме на Централноафриканската република

## Ч
- Знаме на Чад
- Знаме на Черна гора
- Знаме на Чехия
- Знаме на Чили

## Ш
- Знаме на Швейцария
- Знаме на Швеция
- Знаме на Шри Ланка

## Ю
- Знаме на Южен Судан
- Знаме на Южна Корея
- Знаме на Южна Осетия

## Я
- Знаме на Ямайка
- Знаме на Япония